# Уйни
Уйни (пол. Ujny) — село в Польщі, у гміні Пежхниця Келецького повіту Свентокшиського воєводства.
Населення — 150 осіб (2011).
У 1975-1998 роках село належало до Келецького воєводства.

## Демографія
Демографічна структура на день 31 березня 2011 року:
|          | Загалом | Допрацездатний вік | Працездатний вік | Постпрацездатний вік |
| -------- | ------- | ------------------ | ---------------- | -------------------- |
| Чоловіки | 78      | 15                 | 54               | 9                    |
| Жінки    | 72      | 13                 | 42               | 17                   |
| Разом    | 150     | 28                 | 96               | 26                   |